# ITV (réseau de télévision)
Pour les articles homonymes, voir ITV.
Cet article aborde le réseau de télévision ITV. Pour la chaîne interrégionale homonyme sur ce même réseau, voir l'article ITV (chaîne de télévision).
ITV est un important réseau de télévision privé au Royaume-Uni. Lancé en 1955 sous la direction de l'Independent Television Authority (en) (ITA) pour faire concurrence à la BBC, il est aussi le plus ancien réseau commercial au Royaume-Uni. Depuis l'adoption de la loi de 1990 sur la radio-télévision (Broadcasting Act), sa dénomination légale est « Channel 3 », le numéro 3 servant essentiellement à la distinguer de BBC One, BBC Two et Channel 4. D'autre part, ITV est traditionnellement assignée au troisième canal, même si elle a été créée avant BBC Two.
ITV est un réseau de trois chaînes de télévision régionales ou interrégionales (ITV, STV et UTV) disposant d'une ou de plusieurs licences. Ces dernières années, et en particulier depuis 2002, bon nombre des chaînes régionales ont fusionné entre elles, notamment pour constituer la chaîne interrégionale ITV1 (devenue ITV en 2013).
ITV est à distinguer de ITV plc, la société issue de la fusion de Granada plc et Carlton Communications en 2004 et qui détient les licences de Channel 3 pour l'Angleterre, le pays de Galles, le Sud de l'Écosse, les îles Anglo-Normandes et l'île de Man. De même, ITV est la marque utilisée par ITV plc pour ses services, STV et UTV préférant utiliser leur propre marque pour leurs domaines respectifs (le nord et le centre de l'Écosse pour STV, et l'Irlande du Nord pour UTV).

## Organisation
ITV n'est pas détenue par une seule entreprise, mais plutôt par une série d'entreprises régionales (franchises) qui fournissent un programme régional, tout en diffusant des programmes dans l'ensemble du réseau. Depuis 2011, l'ensemble du réseau ITV est détenu par trois entreprises.
Le réseau est régulé par l'Ofcom qui est responsable de l'attribution des concessions pour la diffusion. Les franchises ont été redistribuées pour la dernière fois en 1991, car désormais les concessions se renouvellent sans appel d'offres. De fait, la distribution actuelle des concessions est la plus longue de l'histoire d'ITV, puisqu'inchangée depuis 22 ans. Toutes les sociétés détenant une licence de franchise font partie de l'organisme à but non lucratif ITV Network Limited, qui gère la programmation du réseau. Toutefois, en raison de la fusion de plusieurs des franchises (dont Channel Television qui appartient à ITV plc depuis 2011) depuis la création de ITV Network Limited, le réseau est géré depuis quelques années via un système d'affiliation. Autorisé par l'Ofcom, ce système signifie qu'ITV plc gère et finance le programme national, et que STV et UTV payent des frais pour le diffuser. Toutes les franchises ont le droit de retirer un programme national pour y mettre leurs propres programme à la place (sauf les journaux nationaux), mais ce n'est que très rare, le plus souvent parce que les ressources financières ne le permettent pas. Avant que le système d'affiliation soit introduit, STV avait souvent tendance à supprimer (non sans une certaine controverse) des programmes populaires du réseau au profit de programmes jugés « plus écossais ».
Bien qu'ITV soit un réseau privé et commercial, celui-ci a depuis sa création une licence de radiodiffuseur public. De par cette licence, ITV est obligé de diffuser des émissions d'intérêt public, comme des journaux nationaux et régionaux, des programmes pour la jeunesse, des émissions à caractère religieux ainsi que des émissions électorales. Le réseau doit aussi proposer le sous-titrage et l'audio description. En échange de la réalisation de ces exigences, ITV est accessible sur tous les supports gratuits, et tous les bouquets de télévision du Royaume-Uni. A ce titre, ITV est membre de l'UER via le groupement UKIB (United-Kingdom Independent Broadcasting) (qui comprend également Channel 4 et S4C).

## Historique
En février 2017, ITV a annoncé le rachat de Tetra Media Studio , l'un des plus gros producteurs français de fiction.

### Les chaînes du réseau
Le réseau ITV est divisé en quinze chaînes régionales (qui sont appelés franchises), dont douze qui appartiennent à ITV plc et diffusent de fait un programme identique à l'exception du bulletin d'informations.
Les concessions de toutes les franchises d'ITV expirent le 31 décembre 2014. Néanmoins, en l'absence d'appel d'offres dès lors que des renégociations soient faites, il est fort probable que les concessions actuelles soient toutes renouvelées. Toutefois, la Secrétaire d'État à la culture Maria Miller a annoncé vouloir légèrement modifier la distribution des concessions. D'une part, de sorte que la franchise du sud de l'Écosse (actuellement détenue par ITV plc via ITV Border) soit réattribuée à STV, et d'autre part, que la franchise du Pays de Galles soit séparée de celle de l'ouest de l'Angleterre. (Ce qui sera fait le 31 décembre 2013 avec la fin d'ITV Wales and West et la fusion de la branche ITV West avec ITV Westcountry pour donner naissance à ITV West Country.)
| Service et aire de diffusion           | Propriétaire de la licence         | Société mère         | Nom du service         | Nom à l'antenne        |
| Télévision régionale                   | Télévision régionale               | Télévision régionale | Télévision régionale   | Télévision régionale   |
| -------------------------------------- | ---------------------------------- | -------------------- | ---------------------- | ---------------------- |
| Nord de l'Écosse                       | STV North Limited                  | STV Group plc        | STV North              | STV                    |
| Centre de l'Écosse                     | STV Central Limited                | STV Group plc        | STV Central            | STV                    |
| Sud de l'Écosse Cumbria                | ITV Broadcasting Limited           | ITV plc              | ITV Border             | ITV                    |
| Irlande du Nord                        | UTV Limited                        | UTV Media plc        | UTV                    | UTV                    |
| Pays de Galles Ouest de l'Angleterre   | ITV Broadcasting Limited           | ITV plc              | ITV Wales ITV West     | ITV                    |
| Londres (semaine)                      | ITV Broadcasting Limited           | ITV plc              | ITV London (Carlton)   | ITV                    |
| Londres (weekend)                      | ITV Broadcasting Limited           | ITV plc              | ITV London (LWT)       | ITV                    |
| Angleterre de l'Est                    | ITV Broadcasting Limited           | ITV plc              | ITV Anglia             | ITV                    |
| Angleterre du Sud-Ouest                | ITV Broadcasting Limited           | ITV plc              | ITV Westcountry        | ITV                    |
| Îles Anglo-Normandes                   | Channel Television Limited         | ITV plc              | ITV Channel Television | ITV Channel Television |
| Sud et Sud-Est de l'Angleterre         | ITV Broadcasting Limited           | ITV plc              | ITV Meridian           | ITV                    |
| Yorkshire Lincolnshire Nord du Norfolk | ITV Broadcasting Limited           | ITV plc              | ITV Yorkshire          | ITV                    |
| Midlands                               | ITV Broadcasting Limited           | ITV plc              | ITV Central            | ITV                    |
| Angleterre du Nord-Ouest Île de Man    | ITV Broadcasting Limited           | ITV plc              | ITV Granada            | ITV                    |
| Angleterre du Nord-Est                 | ITV Broadcasting Limited           | ITV plc              | ITV Tyne Tees          | ITV                    |
| Télévision nationale                   |                                    |                      |                        |                        |
| Matinale nationale                     | ITV Breakfast Broadcasting Limited | ITV plc              | ITV Breakfast          | ITV                    |

## Identité visuelle (logo)

Premier logo d'ITV du 1er septembre 1989 au 4 octobre 1998.
Logo d'ITV du 5 octobre 1998 au 27 octobre 2002.
Logo d'ITV du 28 octobre 2002 au 15 janvier 2006.
Logo d'ITV du 1er novembre 2005 au 13 janvier 2013.
Logo d'ITV du 14 janvier 2013 au 31 décembre 2018.
Logo depuis le 1er janvier 2019.

## Quelques émissions-phares
- Sherlock Holmes (The Adventures of Sherlock Holmes) (produit entre 1984 et 1994 par Granada Television)
- Hercule Poirot (Agatha Christie's Poirot) (à l'antenne depuis 1989 et produit par LWT)
- Armchair Theatre (produit de 1956 à 1968 par ABC, et par intermittence durant les années 1970 par Thames Television)
- Art Attack
- Chapeau melon et bottes de cuir (produit entre 1961 et 1969 par ABC)
- Le Benny Hill Show (1969-1989, Thames Television)
- The Bill (à l'antenne depuis 1984, produit par Thames Television)
- Retour au château (Brideshead Revisited) (produit en 1981 par Granada Television)
- Bullseye (1981-1995 par ATV/Central Television)
- Cadfael (1994-1998 par Central/Carlton Television)
- Callan (produit entre 1967 et 1972 par ABC, puis plus tard par Thames Television)
- Capitaine Scarlet (Captain Scarlet and the Mysterons) (1967-1968 par Century 21 Productions/ITC)
- Coronation Street (à l'antenne depuis 1960, produit par Granada Television/ITV Productions)
- Cracker (1993-1996 par Granada Television)
- Downton Abbey (2010-2015).
- Emmerdale (à l'antenne depuis 1972, produit par Yorkshire Television/ITV Productions)
- Hornblower (1998-2003 par United Film et Television Productions pour Meridian)
- Inspecteur Morse (produit entre 1987 et 2000 par Zenith Productions pour Central)
- Inspecteur Barnaby (produit depuis 1997)
- Is It Legal? (produit 1995-1998 par Hartswood Films for Carlton)
- Le Joyau de la couronne (produit en 1984 par Granada Television)
- Minder (1979-1994, par Thames Television)
- Mr. Bean (produit 1990-1995, par Tiger Aspect Productions pour Thames Television)
- L'Homme que je suis (The Naked Civil Servant) (produit en 1975 par Thames Television)
- Pop Idol (deux séries produites en 2001-2002 et 2003 par Thames Television et 19 Management)
- The Price Is Right (produit initialement par Central Independent Television, puis par TalkbackTHAMES)
- Le Prisonnier (produit en 1967 par Everyman Films avec ITC et ATV)
- Rising Damp (1974-1978 par Yorkshire Television)
- Le Saint (The Saint) (1962-1969 par ITC)
- Scotsport (1957-2008), sur ITV Border
- Sharpe (1993-1997 par Central/Carlton Television)
- 3-2-1 1978-1987 par Yorkshire Television)
- The South Bank Show (à l'antenne depuis 1978, produit par LWT)
- Spitting Image (1984-1996, Central Television)
- Survival (série documentaire produite par Anglia Production depuis 1961)
- Regan (The Sweeney) (1975-1978 par Euston Films pour Thames Television)
- Les Sentinelles de l'air (Thunderbirds) (1965-1966 par ATV/AP Films/ITC)
- Tiswas (1974-1982 par ATV Then Central)
- Maîtres et Valets (Upstairs, Downstairs) (1971-1975 par LWT)
- Who Wants to Be a Millionaire? (à l'antenne depuis 1998 produit par Celador Productions)
- Le Monde en guerre (The World at War) (1973-1974, produit par Thames Television)
- World in Action (1963-1998 par Granada Television)
- World of Sport produit par LWT)
- Wycliffe (1993-1998 par HTV/Red Rooster Film & Television Entertainment)
- You've Been Framed (présenté par Harry Hill)
- Nick Cutter et les Portes du temps (Primeval) (avec Douglas Henshall, Andrew Lee Potts, Hannah Spearritt, Lucy Brown, James Murray, Ben Miller, Mark Wakeling, Karl Theobald, Naomi Bentley, créé par Adrian Hodges et Tim Haines, produit entre 2007 et 2009 par Cameron McAllister et Tim Haines)
- Journal intime d'une call girl avec Billie Piper, créé en 2007 et toujours en cours.
- Splash!, première saison diffusée à partir du 5 janvier 2012.

## Audiences

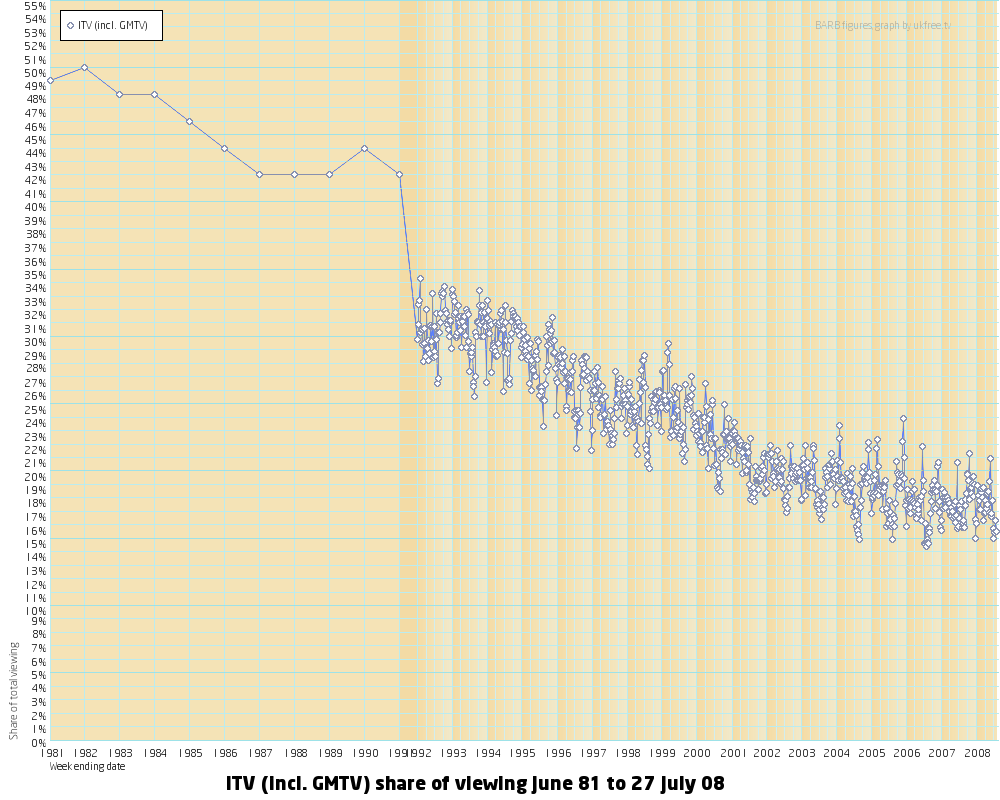
Audiences de ITV entre 1981 et 2008

ITV fut la première chaîne d'Europe pendant plusieurs décennies avant sa chute survenue en 1992. Depuis, ce titre revient à TF1, ancienne chaîne publique française privatisée en 1987.
En 2010, ITV est la deuxième chaîne du Royaume-Uni, derrière BBC One avec 16,8 % de parts d'audience (contre 21,1 % pour la chaîne publique). Ses audiences sont en baisse constante malgré la présence de programmes populaires tels que Britain's Got Talent ou The X Factor.

## Diffusion
De 1955 à 1983, elle a émis en 405 lignes VHF noir et blanc, uniquement dans la bande III (175-230 MHz).
Depuis 1969 elle est diffusée également en 625 lignes couleur PAL en UHF analogique.
Depuis 2002, elle est diffusée dans le bouquet gratuit de la télévision numérique terrestre britannique, Freeview.